# Christiana Reemts
Christiana Reemts OSB (née Barbara Reemts en 1957 à Hambourg, Allemagne) est une moniale bénédictine allemande et théologienne, abbesse de l'abbaye de Mariendonk depuis 2005.

## Biographie

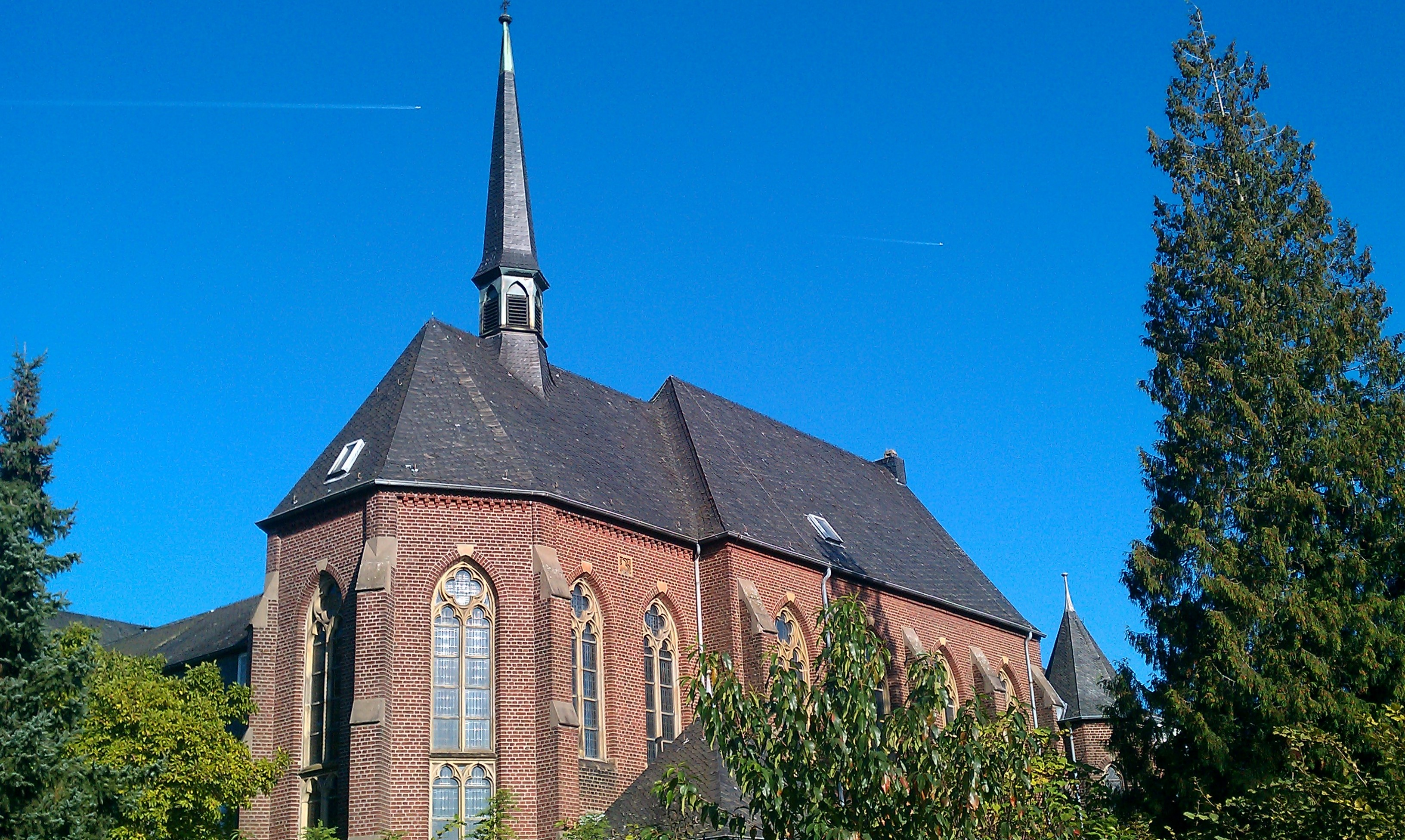
Abbaye de Mariendonk.

Barbara Reemts étudie à l'Université de Bonn  et à l'Gießen la philosophie et les sciences agricoles, puis entre en 1980 au noviciat de Mariendonk, où elle prend le nom de religion de Christiana. Elle prononce ses vœux perpétuels en 1986. Après des études de théologie à l'université de Bonn de 1989 à 1994, elle passe son doctorat en 1997 auprès de Ernst Dassmann qui porte sur le fondement rationnel du christianisme dans Contra Celsum d'Origène.
Elle est nommée prieure en 2001, puis élue abbesse de Mariendonk le 19 mai 2005, succédant à Mère Luitgardis Hecker. La bénédiction lui est donnée par l'évêque d'Aix-la-Chapelle, Mgr Heinrich Mussinghoff, le 6 juillet 2005.
Les publications de Christiana Reemts concernant la patristique s'effectuent dans le contexte scientifique de l'abbaye de Mariendonk, qui depuis de nombreuses années travaille sur les Pères de l'Église.

## Quelques publications
- (de) Vernunftgemäßer Glaube. Die Begründung des Christentums in der Schrift des Origenes gegen Celsus, éd. Borengässer, Bonn, 1998,  (ISBN 978-3-923946-38-9) (thèse)
- (de)  Zur 100-Jahrfeier der Abtei Mariendonk: Die Entwicklung von der Gründung bis zum Ende des Ersten Weltkrieges, in: Heimatbuch des Kreises Viersen, 51. Folge 2000
- (de) Origenes. Eine Einführung in Leben und Denken, éd. Echter, Würzburg, 2004,  (ISBN 978-3-429-02588-5)
- (de) Avec Theresia Heither, Die Psalmen bei den Kirchenvätern. Psalm 1–30, éd. Aschendorff Verlag, Münster, 2017,  (ISBN 978-3-402-13227-2)
- (de) Avec Theresia Heither, Die Psalmen bei den Kirchenvätern. Psalmen 31–60, éd. Aschendorff Verlag, Münster, 2020,  (ISBN 9783402246825)

## Liens
- (de) « Publications de et sur Christiana Reemts », dans le catalogue en ligne de la Bibliothèque nationale allemande (DNB).